# Varkenszweepworm
De varkenszweepworm (Trichuris suis) is een parasitaire rondworm die vooral bij varkens kan voorkomen. De vrouwtjes zijn 6-8 mm en de mannetjes 3-4 mm lang. Het voorste gedeelte tot en met de slokdarm is smaller (ongeveer 0,5 mm dik) dan het achterste, dikkere (ongeveer 0,65 mm dik) gedeelte, waardoor ze op een zweep lijken. De vrouwtjes hebben een stomp eind en de mannetjes een gekruld eind. De ovale, geelbruine eieren zijn 60 × 25 μm groot en hebben aan de polen dekseltjes. Ze leven van de uitscheidingen van het slijmvlies, waar ze met de voorkant in vastgeschroefd zitten.
Bij volwassen varkens kan infectie met Trichuris suis leiden tot diarree, anorexie, bloedarmoede, slechte groei, uitdroging en vermagering. Ze gaan meestal gepaard met een gelijktijdige bacteriële enteritis. Dysenterie, bloedarmoede en overlijden zijn ook beschreven bij infecties van jongere varkens.

## Levenscyclus
Voor het voltooien van de levenscyclus van de varkenszweepworm is geen tussengastheer nodig. De eieren worden met de ontlasting van geïnfecteerde dieren verspreid. In het ei ontwikkelen zich, afhankelijk van de omgevingstemperatuur, in 3 weken tot 2 maanden de infectieuze L1-larven. De L1-larve kan onder gunstige omstandigheden meerdere jaren infectieus blijven. Zodra het ei met de infectieuze L1-larve is opgegeten, worden de bipolaire pluggen verteerd en komen de L1-larven in de dunne darm en blindedarm uit. De L1-larven dringen het slijmvlies binnen via de Crypts of Lieberkühn in het achterste deel van de kronkeldarm, blindedarm en karteldarm. Gedurende de volgende 5 weken ondergaan de larven in het slijmvlies vier vervellingen (L2, L3, L4, L5) naar het volwassen stadium. Het dikkere achterste derde deel van de volwassen rondworm komt vervolgens door het slijmvliesoppervlak in de darmholte, terwijl het dunne, voorste twee derde deel in het slijmvlies blijft zitten. Volwassen rondwormen kunnen worden gevonden in het achterste deel van de kronkeldarm naar de endeldarm, maar de meeste komen voor in de blindedarm en het voorste gedeelte van de dikke darm. De volwassen rondwormen kunnen 4 tot 5 maanden in leven blijven.

## Epidemiologie
Varkens zijn de natuurlijke gastheer van Trichuris suis, maar de soort kan ook andere dieren, waaronder de mens infecteren. Mensen raken waarschijnlijk besmet door het binnenkrijgen van besmette grond of besmet water. De soort komt over de hele wereld voor, maar komt het meeste voor in warme, humide klimaten. In droge, zeer hete of zeer koude gebieden is ze zeldzaam of helemaal afwezig.

## Varkenszweepworm en het menselijk immuunsysteem

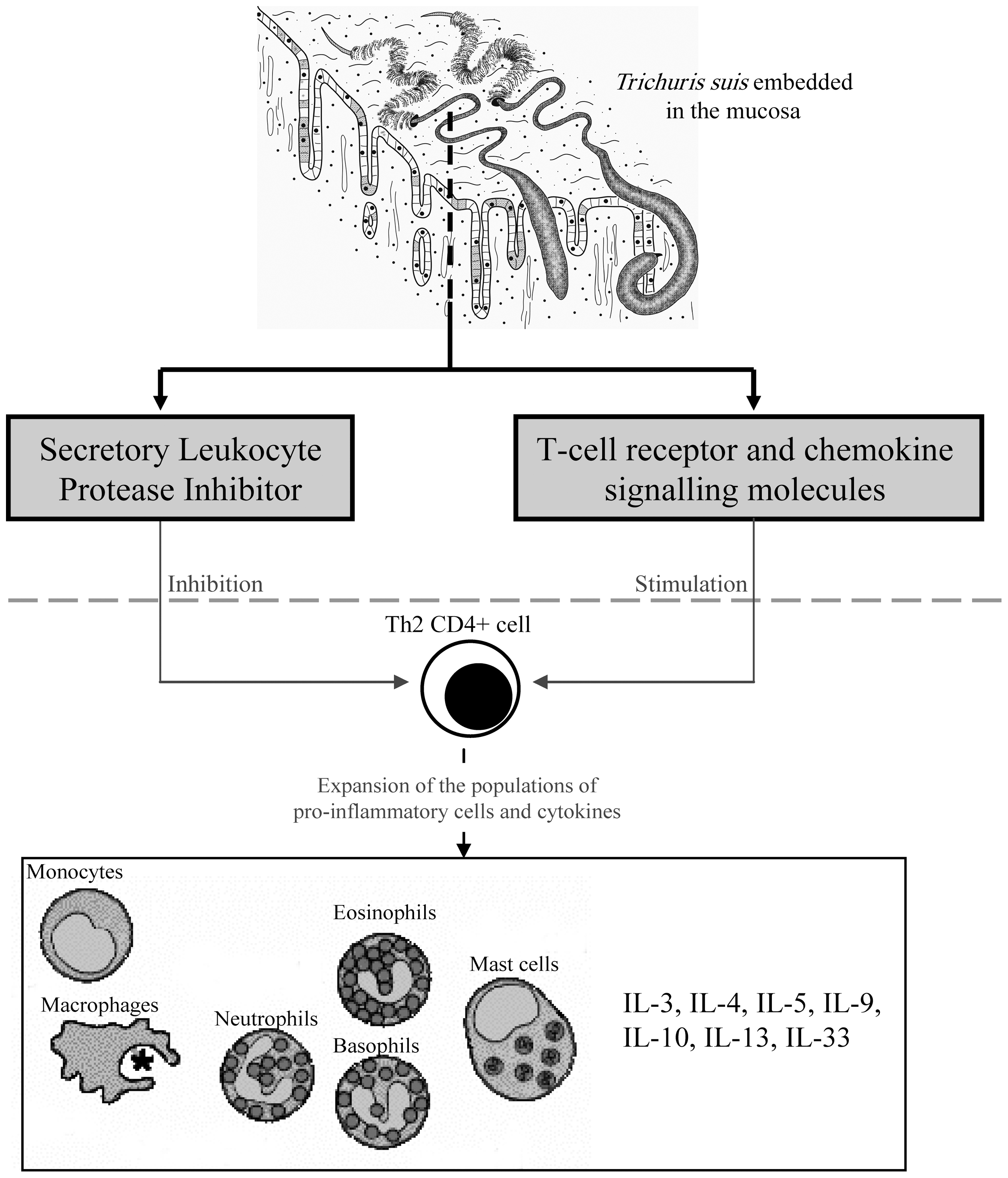
Immuunresponse op besmetting met de varkenszweepworm

In meer dan een wetenschappelijk onderzoek is aangetoond dat mensen met de ziekte van Crohn en colitis ulcerosa, als zij kunstmatig werden geïnfecteerd met de varkenszweepworm Trichuris suis, een aanzienlijk vermindering van hun darmklachten hadden. Moleculen gekoppeld aan de T-celreceptor en chemokine-signaleringsroutes kunnen betrokken zijn bij de stimulering van de Th2-type immuunrespons, die op zijn beurt de toename van de hoeveelheid van  pro-inflammatoire cellen en cytokines stimuleert. Trichuris suis-homologen van uitgescheiden leukocytenproteaseremmers (SLPI's) zouden de hyperreactie van het immuunsysteem kunnen remmen door de activiteit van de Th2-type cellen af te remmen.
De behandeling is meestal ongecompliceerd en de varkenszweepwormen zijn gemakkelijk te doden met een enkele doses mebendazol.